# Pamphlet
Pour les articles homonymes, voir Pamphlet (homonymie).
 (octobre 2017).
 (mai 2012).
Si vous disposez d'ouvrages ou d'articles de référence ou si vous connaissez des sites web de qualité traitant du thème abordé ici, merci de compléter l'article en donnant les références utiles à sa vérifiabilité et en les liant à la section « Notes et références ».
Un pamphlet est une œuvre littéraire courte qui attaque, accuse, parodie ou calomnie un pouvoir, une institution, une personne ou une idée. Il emploie un ton ironique, agressif ou violent,.
De nos jours, le terme "pamphlet" est souvent employé de manière péjorative pour désigner une critique virulente de la production d’autrui .
Le pamphlet fait partie de la littérature satirique ou polémique, et relève souvent d'une écriture militante ou engagée. 
À l'origine, le mot "pamphlet" désignait principalement des écrits courts. Aujourd'hui, il est employé pour désigner toute production ayant une dimension critique virulente (article de journal ou de revue, discours, chanson, poème, lettre ouverte, nouvelle, roman, mémoires apocryphes, dessin de presse, peinture, œuvre cinématographique ou télévisuelle, etc.).[citation nécessaire]
Au Québec, en langage courant, le terme pamphlet est parfois utilisé dans son sens anglais, c'est-à-dire celui de tract.

## Description

### Étymologie
L'origine étymologique du substantif pamphlet est incertaine. Dans des textes de 1510, les mots anglais pamphlet, paunflet et pamphlet viendraient de palme-feuillet,: feuillet qui se tient dans la main (comme une brochure ou un tract).
La plupart des grands dictionnaires font dériver ce vocable du palme-feuillet anglais. Gaston Paris rapporte une origine latine plus lointaine. Pamphlet est cité dans la seconde moitié du XIIIe siècle par Dirk van Asenede dans sa traduction néerlandaise de Flore et Blanche Flor. Or Pamphlet est le nom vulgaire de Pamphile, sorte de comédie en vers latins du XIIe siècle.
Saint-Laurent découvre l'emploi de « πάμφλεκτος / pámphlektos », issu de πᾶς / pâs (« tout ») et φλέγω / phlégô (« brûler ») par Sophocle, puis, quelques siècles plus tard, par le rhéteur et grammairien Athénée.

### Définition et procédés
Yves Avril propose une définition du pamphlet dans son article Le pamphlet : Essai de définition et analyse de quelques-uns de ses procédés. Il s'agit d'un « écrit de circonstance, attaquant plus ou moins violemment, unilatéralement un individu, une idée ou un système idéologique dont l’écrivain révèle, sous la pression urgente et libératrice, l’imposture ». Il s'agit d'un texte appartenant au genre démonstratif qui joue sur des valeurs morales, recourt le plus souvent au blâme, mais peut aussi utiliser l'éloge de manière ironique.
Son champ de prédilection est la doxa, sur laquelle vont jouer ses principaux procédés : coupage notionnel, jeu sur les maximes idéologiques et sur les présupposés implicites du lecteur. Son but essentiel est la réfutation. L'appel au réel, contre le mauvais usage des mots, et la dénonciation des paralogismes et des sophismes de l'adversaire sont les principaux outils de son argumentation.

## Historique

### Antiquité
La pratique pamphlétaire remonte aux premières manifestations de l'écriture.
Selon le journaliste Pierre Dominique dans l'avant-propos de Les Polémistes français depuis 1789 :

« Dès que les hommes surent écrire, naquit le pamphlet qui, sans doute, commença par le graffito injurieux et ordurier, et qui pouvait être illustré, la polémique orale suivant un chemin parallèle, d’où les pamphlets parlés, tels les Philippiques. »

Les Philippiques sont une série de discours prononcés par l'orateur athénien Démosthène, entre 351 et 341 pour dénoncer les ambitions de Philippe II de Macédoine. Ils sont considérés comme les premiers écrits pamphlétaires et inspirent ceux de l'orateur latin Cicéron qui rassemble, trois siècles plus tard, ses Quatorze discours contre Marc Antoine sous la même appellation (voir Les Philippiques).
Le pamphlet ne se limite pas aux sujets politiques. Le théâtre d'Aristophane s'apparente également à une forme pamphlétaire, il dépeint des dieux ridicules ainsi que satirise la ville d'Athènes et ses habitants.

### Moyen-Âge
Au moyen-Age, le pamphlet prend, parmi d'autres formes, celle du fabliau.

### Époque moderne

#### France
Le pamphlet en France, toute forme confondue - des fabliaux du Moyen Âge aux innombrables brûlots révolutionnaires - s'accole aux soubresauts de l'histoire. Il révèle la situation intellectuelle et sociale du pays. Il mesure la marge laissée au droit d'expression.
La Satire Ménippée (1594), œuvre collective de juristes, d'ecclésiastiques et de poètes, est née sous l'impulsion du chanoine rouennais Pierre Le Roy. Elle est étroitement associée à la période de la Ligue. Elle reste un exemple d'efficacité dans son soutien à Henri IV.
Il ne s'agit pas de la première œuvre polémique en France. De grandes plumes s'étaient déjà distinguées dans le genre : Alain Chartier avec son Quadriloque invectif (1422), appel vibrant à la Nation française. Montaigne s'est adonné à la violence littéraire dans L’Apologie de Raymond Sebond, premier article de ses Essais : « La plus calamiteuse et fragile de toutes les créatures, c’est l’homme (…). Elle se sent et se voit logée parmi la bourbe et le fient du monde, attachée et clouée à la pire, plus morte et croupie partie de l’Univers (…). »
De nombreux autres auteurs de la littérature du XVIe siècle ont écrit d'acerbes critiques sur l'ordre en place (Calvin, La Boétie, et Rabelais, par exemple).
Le XVIIe siècle multiplie le genre pamphlétaire en tous domaines (politique, poésie, religion, théâtre) : l'attaque de Mathurin Régnier contre Malherbe, qualifié de « tyran des lettres » ; les chansonniers et leurs mazarinades sous la Fronde, inspirées entre autres par les pamphlets de Mathieu de Morgues à la mort du cardinal de Richelieu ; ou encore les coups de joute entre frondeurs tel le pastiche du cardinal de Retz intitulé Manifeste de Monseigneur le duc de Beaufort en son jargon.
Le règne de Louis XIV connaît les éreintements de Boileau, les pièces satiriques de Molière et les Provinciales de Pascal.
Au XVIIIe siècle, Voltaire pratique la satire de manière indirecte, tandis que les chansonniers, toujours actifs, tournent en dérision les maîtresses de Louis XV, puis de Marie-Antoinette.
Peuvent être considérés comme pamphlets les romans et ouvrages singuliers, théoriques philosophiques, pornographiques, psychologiques et fortement sulfureux de Sade (1740-1814), ce qui lui a valu de passer 30 années en prison sur ses 74 années de vie.
À la fin du règne de Louis XVI, les libellés insultants ou obscènes se multiplient : Mirabeau, en mai 1789, avec le Journal des États généraux, suivi de nombreuses feuilles qui rivalisent de violence ; Le Père Duchesne d'Hébert : il entrecoupe ses appels au massacre de « bougre » et de « foutre », pour « faire peuple ». Certains numéros atteignent les 600 000 exemplaires vendus ; Camille Desmoulins qui se surnommait le « Procureur de la Lanterne » avec Les Révolutions de France et de Brabant. Marat, dans L'Ami du Peuple, qui réclame la tête de 270 000 âmes. Côté royaliste, Rivarol, avec son Journal politique national, et qui doit s'exiler en juin 1792.

### Époque contemporaine

#### France
En 1800, Bonaparte fait édicter le décret du 17 janvier soumettant à censure toute parution de presse. Treize journaux obtiennent le privilège de passer outre. L'empereur n'échappe pas aux plumes acérées , Chateaubriand écrit : « Tibère ne s’est jamais joué à ce point de l’espèce humaine… Bonaparte disait de lui-même : « J’ai 300 000 hommes de revenu. » Il a fait périr plus de un million de Français, la plus grande crise démographique française du XIXe siècle due à la guerre… Descends de ce monceau de ruines dont tu avais fait un trône ! ».
Le terme « pamphlet » apparaît de manière officielle en 1824 dans l'œuvre de Paul-Louis Courier : Le Pamphlet des pamphlets. En 1853, de son exil à Jersey, Victor Hugo publie Les Châtiments, long pamphlet contre Louis-Napoléon Bonaparte.
Les critiques contre ce genre d’écrit, les moyens mis en œuvre pour le faire disparaître, ou pour le cantonner à une verdeur de bon aloi, demeurent vigoureux.
Marc Angenot souligne le paradoxe de la situation de cet écrivain de combat : « (…) le pamphlétaire est porteur d’une vérité à ses yeux aveuglante, telle qu’elle devrait de toute évidence imprégner le champ où il prétend agir – et pourtant il se trouve seul à la défendre et refoulé sur les marges par un inexplicable scandale. ».
À ces attaques intellectuelles s'ajoutent l'arsenal juridique et les pressions économiques qui s’exercent sur les éditeurs, dans le but de brider les élans d'indignation.
Dans son « Anthologie du pamphlet de la Libération à nos jours » (août-septembre 1973), Le Crapouillot, « magazine non-conformiste » selon sa propre définition, s'inquiète de l’avenir du genre pamphlétaire : « Aujourd’hui, (…) non seulement les plumes s’alanguissent dans un conformisme douillet et sans histoire, mais celles qui refusent le ronronnement de bonne compagnie, celles qui veulent demeurer acérées pour mieux atteindre leur cible, se voient impitoyablement traquées, traduites devant les tribunaux et condamnées. Outrage à ceci… offense à cela…, et voilà le pamphlet ficelé, étranglé par le code ! »[pertinence contestée].
Dix ans plus tard, le journal confirme ce constat : « L’écriture est de plus en plus aseptisée, les plumes se trempent de plus en plus dans la poussière et de moins en moins dans le vitriol. » V. Hugo.

## Pamphlétaires

### Antiquité
- Aristophane
- Cicéron
- Démosthène

### Moyen-Âge
- Hugues de La Ferté
- Hugues de Lusignan

### Ancien Régime et Révolution
- Agrippa d'Aubigné
- Paul-Louis Courier
- Daniel Defoe
- Martin Luther
- Philippe de Marnix de Sainte-Aldegonde
- Martin Marprelate
- Mathieu de Morgues
- Olympe de Gouges
- Blaise Pascal
- Marquis de Sade
- Jonathan Swift
- Théodore de Tschudi
- Richard Verstegen
- Voltaire

### XIXesiècleet premierXXesiècle
- Zo d'Axa
- Maurice Bardèche
- Maurice Barrès
- Charles Baudelaire
- Honoré de Balzac
- Jules Barbey d'Aurevilly
- Julien Benda
- René Benjamin
- Henri Béraud
- Georges Bernanos
- Léon Bloy
- Jean de Bonnefon
- Robert Brasillach
- Louis-Ferdinand Céline
- Ernest Cœurderoy
- Pierre-Antoine Cousteau
- Georges Darien
- Léon Daudet
- Pierre Dominique
- Édouard Drumont
- Alexandre Dumas père
- Jean Galtier-Boissière
- Urbain Gohier
- Rémy de Gourmont
- Julien Gracq
- Victor Hugo
- Maurice Joly
- Karl Kraus
- Paul Léautaud
- Lénine
- Karl Marx
- Charles Maurras
- Régis Messac
- Octave Mirbeau
- Blaise d'Ostende-à-Arlon
- Paul Nizan
- Oskar Panizza
- Charles Péguy
- Lucien Rebatet
- Jehan-Rictus
- Henri Rochefort
- Laurent Tailhade
- Henry David Thoreau
- Claude Tillier
- Léon Tolstoï
- Giuseppe Tomasi di Lampedusa
- Jules Vallès
- Émile Zola

### Depuis 1945
- Fatiha Agag-Boudjahlat
- Juan Asensio
- Marcel Aymé
- Marc Beigbeder
- Serge de Beketch
- Emmanuel Berl
- Baudouin de Bodinat
- Mathieu Bock-Côté
- Pierre Boutang
- Juan Branco
- François Brune
- Jacques Bouveresse
- Jean Cau
- Renaud Camus
- Jacques Charpentreau
- Gilles Châtelet
- Raymond Cousse
- Thierry Desjardins
- Jean-Edern Hallier
- Pierre Falardeau
- Frantz Fanon
- André Figueras
- Olivier Gadet
- Pierre Jourde
- Geoffroy de Lagasnerie
- Jacques Laurent
- Hugues Lethierry
- Simon Leys
- Daniel Lindenberg
- Jean-Marc Mandosio
- Jean-Luc Mélenchon
- Thierry Meyssan
- Michel-Georges Micberth
- Philippe Muray
- Marc-Édouard Nabe
- Éric Naulleau
- Roger Nimier
- Michel Onfray
- Raymond Picard
- Alain Paucard
- Robert Poulet
- Jean-François Revel
- Julien Rochedy
- Jaime Semprun
- Paul Sérant
- Alain Soral
- Jacques Sternberg
- Éric Zemmour